# Conferència de l'oceà Àrtic
La primera Conferència de l'oceà Àrtic va tenir lloc a Ilulissat, Groenlàndia, entre el 27 i el 29 de maig de 2008. Cinc països (Canadà, Dinamarca, Noruega, Rússia i els Estats Units) hi discutiren diversos assumptes importants relacionats amb l'oceà Àrtic. La trobada va ser significativa a causa dels seus plans sobre regulació mediambiental, seguretat marítima, exploració mineral, prospeccions de petroli polar i transport. Abans de la cloenda de la conferència, els assistents anunciaren la signatura de la Declaració d'Ilulissat.
La conferència va ser la primera haguda a nivell ministerial que incloïa els cinc poders regionals. Va sorgir de la invitació de Per Stig Moller, ministre d'Afers Exteriors de Dinamarca, i Hans Enoksen, primer ministre de Groenlàndia, el 2007, després de diverses disputes territorials a l'Àrtida. Moller va declarar: "Hem de continuar complint les nostres obligacions a l'àrea de l'Àrtida fins que l'ONU decidisca qui tindrà dret al mar i als recursos de la regió. Cal que ens posem d'acord en les regles i sobre què fer si el canvi climàtic amplia les possibilitats de navegació". "Necessitem enviar un senyal polític comú tant a les nostres poblacions com a la resta del món en el sentit que els cinc estats costaners encararan les oportunitats i els desafiaments d'una manera responsable".
La glacera en procés de desglaç d'Ilulissat va ser el teló de fons d'aquesta important conferència. Els principals assistents a nivell ministerial van ser:
- Canadà: Gary Lunn, ministre canadenc de Recursos Naturals.
- Dinamarca: Per Stig Moller i Hans Enoksen.
- Noruega: Jonas Gahr Støre, ministre noruec d'Afers Exteriors.
- Rússia: Serguei Lavrov, ministre rus d'Afers Exteriors.[8]
- Estats Units: John Negroponte, ajudant del Secretari d'Estat dels Estats Units.[1]

## Controvèrsia
La inclusió de determinats membres del Consell Àrtic, mentre que se n'excloïa d'altres (pobles indígenes, Finlàndia, Islàndia o Suècia) causà controvèrsia. Volent defensar la decisió danesa d'excloure determinats membres del consell, Thomas Winkler, cap del Departament de Dret Internacional danès, declarà: "Aquesta trobada a Ilulissat no és un competidor per al Consell Àrtic. Els temes que debatrem seran temes que són responsabilitat dels cinc estats costaners de l'oceà Àrtic".
La reacció d'Aqqaluk Lynge, un polític groenlandès i expresident de la Conferència Esquimal Circumpolar, al·ludia al fet que els pobles indígenes de l'Àrtida estaven sent "marginats": "Els esquimals tenen la seua pròpia definició de sobirania".